# Gorsko novo selo
Gorsko novo selo (bulgariska: Горско ново село) är ett distrikt i Bulgarien.   Det ligger i kommunen Obsjtina Zlataritsa och regionen Veliko Tărnovo, i den centrala delen av landet, 220 km öster om huvudstaden Sofia.